# La passione d'Alvise
La passione d'Alvise è una novella scritta da Jacopo Turco, alias della scrittrice trentina Giulia Turco Turcati Lazzari e pubblicata nel 1899 sulla Rivista d’Italia (Società editrice Dante Alighieri) a Roma.
La novella è successivamente entrata a far parte della raccolta Canzone senza parole, dove è il quarto racconto su sei, con il titolo La passione di Curzio Alvise.
L'opera è pubblicata con lo pseudonimo maschile Jacopo Turco che la scrittrice usava per firmare molti suoi lavori. 

## Edizioni
- 1ª edizione: Roma, Società editrice Dante Alighieri, 1899.